# Laubierpholoe indooceanica
Laubierpholoe indooceanica är en ringmaskart som beskrevs av Westheide 200. Laubierpholoe indooceanica ingår i släktet Laubierpholoe och familjen Pholoidae. Inga underarter finns listade i Catalogue of Life.